# Wiston Fernández
Wiston Daniel Fernández Queirolo, noto semplicemente come Wiston Fernández (Montevideo, 4 gennaio 1998), è un calciatore uruguaiano, centrocampista dell'Alianza.

## Carriera
Cresciuto nel settore giovanile del Boston River, ha debuttato in prima squadra il 18 settembre 2017 disputando l'incontro di  Primera División Profesional vinto 1-0 contro l'El Tanque Sisley.